# Saskatchewan Hockey Association
Saskatchewan Hockey Association (SHA), tidigare Saskatchewan Amateur Hockey Association, är ett kanadensiskt regionalt ishockeyförbund som ansvarar för all ishockeyverksamhet på amatörnivå i den kanadensiska provinsen Saskatchewan.
De hade 46 234 registrerade (37 753 spelare, 5 236 tränare och 3 245 domare) hos sig för säsongen 2017–2018.
SHA är medlem i det nationella ishockeyförbundet Hockey Canada.

## Ligor

### Aktiva
Följande ligor är sanktionerade av SHA:
- Beaver Lakers Hockey League
- Big 6 Hockey League
- Fishing Lake Hockey League
- Fort Carlton Hockey League (FCHL)
- Highway Hockey League
- Long Lake Hockey League
- North Saskatchewan River Hockey League (NSRHL)
- Notekeu Hockey League
- Prairie Junior Hockey League (PJHL)
- Qu'appelle Valley Hockey League
- Regina Junior C Hockey League (tidigare Saskatchewan Junior C Hockey League)
- Saskatchewan Female Midget AAA Hockey League (SFMAAAHL)
- Saskatchewan Junior Hockey League (SJHL)
- Saskatchewan Midget AAA Hockey League (SMAAAHL)
- Saskatchewan Valley Hockey League (SVHL)
- Saskatchewan West Hockey League (SWHL)
- Triangle Hockey League
- Wheatland Senior Hockey League
- White Mud Hockey League

### Inaktiva
Följande ligor är inaktiva och var sanktionerade av SHA:
- North Saskatchewan Junior B Hockey League
- Pasquia Hockey League
- Wild Goose Hockey League